# Landscriba
Il landscriba (in tedesco Landschreiber) è la denominazione del funzionario che dirigeva la cancelleria dei cantoni rurali, dei bailaggi e di alcune regioni autonome della Svizzera, nonché del Principato del Liechtenstein e di altri paesi di lingua tedesca. Il termine landscriba deriva dal tedesco Landschreiber ("scriba del paese").

## Storia e funzioni
Mentre le cancellerie cittadine sul territorio della Svizzera contemporanea erano generalmente dirette da cancellieri, nei cantoni rurali, ma anche nelle regioni svizzere relativamente autonome e nei baliaggi italiani o in quelli comuni, il funzionario che dirigeva la cancelleria era detto landscriba. Nel caso dei baliaggi era utilizzata anche l'espressione scriba balivale.
Indicazioni precoci sull'attività dei landscribi nei cantoni rurali si trovano per esempio nel 1309 a Nidvaldo, nel 1348 a Obvaldo, nel 1386 a Uri, nel 1402 e 1416 a Svitto e verso il 1409 in Appenzello. Dalla metà del XV secolo la diffusione dei testi scritti e il rafforzamento dei poteri sovrani resero necessaria una professionalizzazione dell'organizzazione amministrativa. I landscribi producevano e ricevevano atti amministrativi, che dovevano conservare e ordinare in archivi. Nei cantoni rurali, dove il diritto romano era stato poco recepito, allestivano carte munite di sigillo ma non documenti notarili.
Bene informati e competenti, i landscribi assicuravano la continuità dell'amministrazione e della politica grazie alla lunga durata della carica. Nei cantoni rurali svolgevano il compito di segretari della Landsgemeinde e figuravano tra i funzionari più importanti del cantone. Nelle amministrazioni dei baliaggi i landscribi occupavano di regola una posizione centrale accanto al balivo. In Vallese era denominato landscriba anche il segretario della Dieta, mentre nei Grigioni il segretario della giurisdizione di Davos era anche il cancelliere della Lega delle Dieci Giurisdizioni.
In origine la cancelleria aveva sede nella dimora privata del titolare della carica e fu poi trasferita in locali pubblici. I landscribi acquisivano la loro formazione nelle scuole di latino e talvolta all'estero grazie a borse di studio, ma il più delle volte lavorando come volontari presso una cancelleria; sono noti alcuni landscribi zughesi e vallesani che compirono studi di livello universitario. La carica rappresentava spesso l'inizio di una carriera pubblica.
Sia nelle cancellerie cantonali che nelle amministrazioni dei baliaggi comuni si osserva la presenza di vere e proprie dinastie di landscribi, come per esempio gli Abegg a Svitto e i Kolin a Zugo, che detennero la carica per lunghi periodi. Nei baliaggi italiani furono i Lussi a Locarno o i Beroldingen a Lugano e Mendrisio a rivestire per decenni la funzione, mentre gli Zurlauben di Zugo monopolizzarono di fatto l'ufficio nei Freie Ämter.
In alcuni cantoni venivano eletti più landscribi, ad esempio quattro a Uri. A Glarona venivano eletti due landscribi riformati e uno cattolico, e talvolta ne venivano eletti cinque in tutto. Nel XIX secolo alcuni cantoni suddivisero i compiti del landscriba fra più cariche, ad esempio ad Appenzello Esterno nel 1803 e a Uri e Svitto nel 1838. In tal caso, il responsabile dell'amministrazione assunse nuove denominazioni, ad esempio segretario del Consiglio o direttore della cancelleria.

## Uso contemporaneo

Walter Mundschin, ex landscriba del canton Basilea Campagna

La carica è ancora utilizzata in alcuni cantoni della Svizzera. Appenzello Interno abolì la carica di landscriba solo nel 1997. A Nidvaldo il cancelliere del Landrat ("parlamento"), una figura distinta da quella del governo, perse tale titolo nel 1998 e da allora è detto Landratssekretär ("segretario del parlamento"). Portano ancora il nome di landscriba i segretari di Stato dei cantoni di Basilea Campagna, Nidvaldo, Obvaldo e Zugo, ma anche i cancellieri dei distretti svittesi e del comune di Davos.